# Ilaria
Ilaria ist eine Beuteltiergattung des späten Oligozäns innerhalb der Vombatiformes.

## Merkmale
Ilaria, das „fremdartige Tier“ (abgeleitet von einem Wort einer Aboriginalsprache, das „fremdartig“ bedeutet), war in etwa so groß wie ein Kalb. Es ist bekannt durch einen halben Schädel, einen Unterkiefer, Stücke des Hirnschädels, Wirbel, Extremitätenknochen und Rippen, allesamt eher fragmentarisch erhalten. Auffällig an der Bezahnung ist, dass die oberen Schneidezähne 1 und 3 sowie der untere Schneidezahn 1 eher Eckzähnen ähneln, während der obere zweite Schneidezahn sehr klein ausfällt. Auch ist der obere dritte Prämolar recht klein, wie auch alle Molaren. Wahrscheinlich ernährte sich Ilaria von Blättern.

## Arten
Es sind zwei Arten bekannt:
- Ilaria illumidens Tedford, Woodburne, 1987 lebte in South Australia und gehört der dortigen Pinpa-Lokalfauna an.
- Ilaria lawsoni Tedford, Woodburne, 1987 lebte ebenfalls in South Australia und gehört der dortigen Ditjimanka-Lokalfauna an.